# St. Josef (Daisbach)

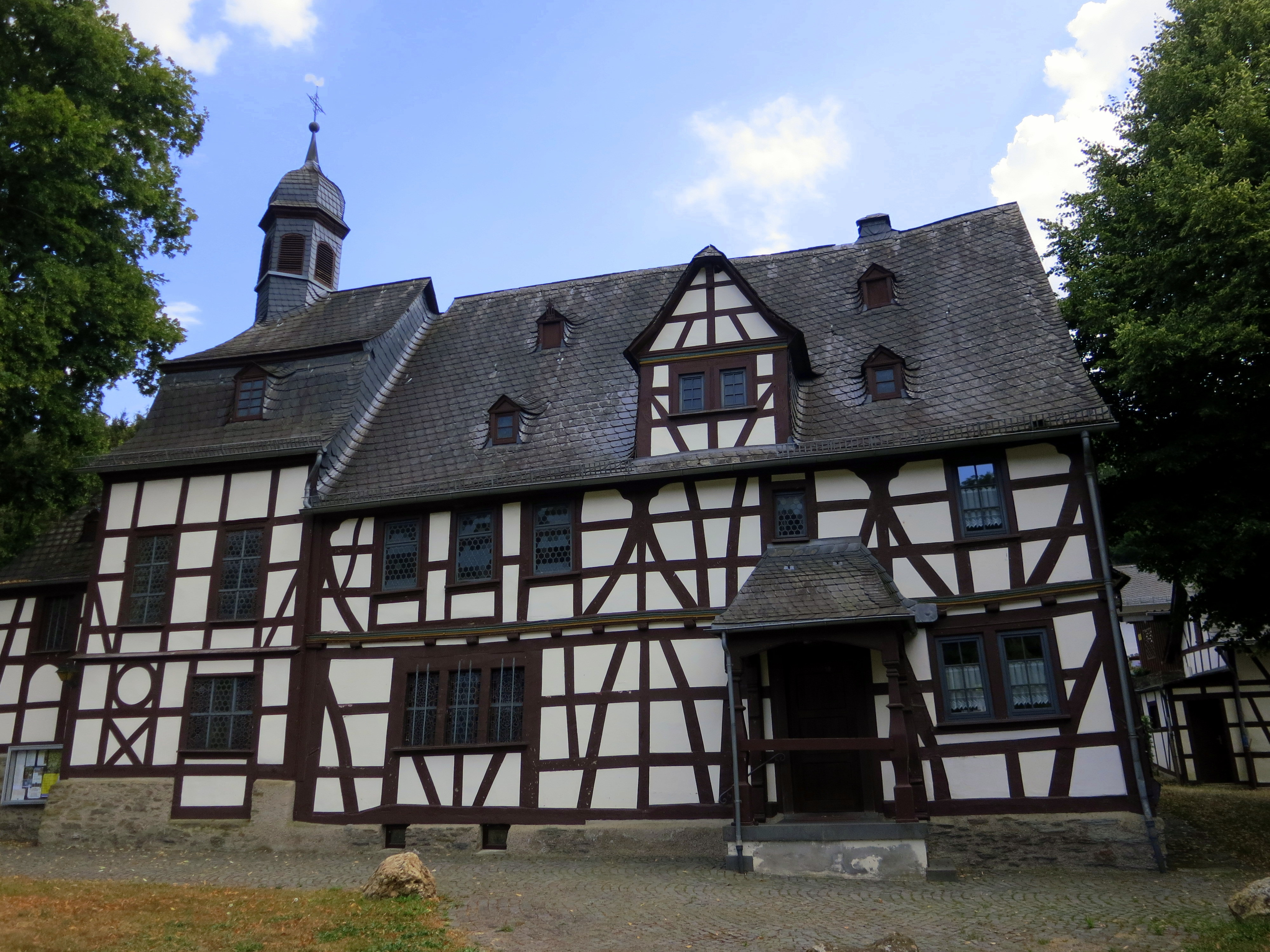
St.-Josef-Kirche Daisbach (Aarbergen) (2018).

Die Pfarrkirche St. Josef ist die katholische Dorfkirche von Daisbach (Taunus). Sie ist die einzige erhaltene katholische Fachwerkkirche Hessens und eine der beiden Fachwerkkirchen des Kreises (neben Hohenstein-Born).
Der Bau ist ein dreifach gegliederter Fachwerkbau. An den einzelnen Bauelementen lässt sich exemplarisch die Baugeschichte der Kirche erkennen. Der älteste Teil des Hauses ist das zweigeschossige Pfarrhaus, das von einem steilen Satteldach abgeschlossen wird. Es entstand vor 1670 möglicherweise als Wohnhaus der Witwe Cormberg. Als 1677 der Münsteraner Erbkämmerer Freiherr von Galen die Herrschaft in Daisbach erwarb richtete er in dem Gebäude für seinen katholischen Amtmann ein herrschaftliches Wohnhaus ein. Ab 1690 feierten Franziskaner des Klosters Limburg dort wieder katholische Gottesdienste.
1709 wurde das ursprüngliche zweigeschossige Haus an seiner Ostseite um eine rechteckige Hauskapelle mit Mansarddach ergänzt. Der Anbau blieb zunächst unscheinbar, da die Ausübung katholischer Zeremonien nicht geduldet war. Erst 1739 wurde der Kapelle ein dreiseitig geschlossener Chor hinzugefügt und ein Dachreiter als Ersatz für einen Glockenturm aufgesetzt. Das Fachwerkgefüge mit Merkmalen der jeweiligen Bauzeit zeigt vereinzelte Zierformen und nachträgliche Änderungen.
Die originale Ausstattung der Kirche ist nicht erhalten. Sein heutiges Erscheinungsbild erhielt der Innenraum wesentlich im Zuge von Umbauten in den Jahren 1963 und 1975. Den Chor schmückt seit 1950 ein ursprünglich aus Elz stammender, um 1855 im Stil der Neugotik geschaffener Flügelaltar von Bildhauer Weis (Frankfurt). Flankiert wird er von zwei Holzfiguren, die den Schutzpatron Josef sowie die heilige Jungfrau Maria auf geschnitzten Postamenten zeigen (1894).
Aufgrund der besondere Bedeutung als einzige erhaltene katholische Fachwerkkirche Hessens und alte katholische Kirche im evangelischen Gebiet steht die Kirche unter Denkmalschutz.